# Helmut Novy
Helmut Novy (* 31. Juli 1944 in Dreihunken bei Eichwald, Reichsgau Sudetenland) ist ein ehemaliger Eishockeyspieler aus der DDR und Mitglied der Hall of Fame des deutschen Eishockeymuseums. Er ist der Bruder von Erich Novy.

## Karriere
Er spielte bei der SG Dynamo Weißwasser ab 1961 und wurde mit der Mannschaft mehrfach DDR-Meister. Nach der Saison 1973/74 beendete er seine Spielerkarriere.
International spielte er für die Eishockeynationalmannschaft der DDR bei der Eishockey-Weltmeisterschaft 1963 bis 1971 und war dort in der Mannschaft, die bei der Europameisterschaft 1966 Bronze holte. Ebenfalls stand er im Kader bei den Ausscheidungsspielen 1960 gegen die deutsche Eishockeynationalmannschaft für die Olympischen Winterspiele 1960 und bei den Olympischen Winterspielen 1968.